# Das Leben ein Tanz
Das Leben ein Tanz (Originaltitel: En corps) ist ein französisch-belgischer Spielfilm aus dem Jahr 2022. Regie führte der französische Regisseur Cédric Klapisch.

## Handlung
Élise ist eine talentierte Balletttänzerin im Alter von 26 Jahren. Nach einer schweren Knöchelverletzung während einer Aufführung wird ihr mitgeteilt, dass sie ihre Kunst vielleicht nie wieder ausüben kann. Nach dem schrecklichen Schock versucht sie, sich wieder aufzubauen. Zwischen Paris und der Bretagne macht sie mehrere Bekanntschaften, darunter die Mitglieder einer zeitgenössischen Tanzgruppe, die von Hofesh Shechter geleitet wird.

## Produktion und Veröffentlichung
Die Dreharbeiten begannen am 21. Dezember 2020 und dauerten neun Wochen. Die Dreharbeiten fanden teilweise in Paris statt, unter anderem im Centquatre-Paris, im Théâtre du Châtelet und in der Grande halle de la Villette. Gedreht wurde auch in der Bretagne, im Département Morbihan (Réminiac und Halbinsel Quiberon).